# Feldbacher Straße
Die Feldbacher Straße B 68 ist eine Landesstraße in Österreich. Sie verbindet auf einer Länge von 23,1 km die Städte Gleisdorf und Feldbach. Die Straße verläuft durchgehend im Tal der Raab und wird von der Steirischen Ostbahn begleitet.

## Geschichte
Die Straße von Graz über den Schemmerl, Studenzen, Feldbach und Fehring bis zur ungarischen Grenze wurde durch das Gesetz vom 3. Oktober 1868 den Bezirksstraßen I. Klasse zugerechnet.
Durch einen Beschluss des steirischen Landtages vom 1. April 1876 wurde sie zu einer Bezirksstraße II. Klasse abgestuft.
Die Gleichenberger Straße zwischen Gleisdorf, Feldbach und Gleichenberg wurde durch Verordnung der Bundesregierung vom 9. Juni 1933 zur Bundesstraße erklärt. Bis 1938 wurde die Gleichenberger Straße als B 23 bezeichnet, nach dem Anschluss Österreichs wurde die Gleichenberger Straße nicht mehr als Reichsstraße geführt. 
Seit dem 1. Jänner 1973 führt die Gleichenberger Straße von Feldbach aus weiter bis Ilz. Die bisherige Strecke der Gleichenberger Straße wurde in Feldbacher Straße umbenannt.
Ab km 13,5 (Bahnhof Studenzen-Fladnitz) ist ein Ausbau entlang der Bahnstrecke und damit abseits der Besiedlung geplant. Das Ende ist bei einem Kreisverkehr mit den Landesstraßen L 201 Berndorferstraße, L 248 Rohrstraße und L 249 Reitherstraße beim Gewerbegebiet Berndorf (Gemeinde Kirchberg an der Raab). Von dort bis zum westlichen Ende der B 68a sind es 3,6 km über die L 201 Berndorferstraße (siehe unten).

## B 68a Querspange Saaz
Die B 68a führt von der Kreuzung mit der B 68 kurz vor deren Ende nach Westen und unterquert anschließend die Steirische Ostbahn und endet bei km 1,94 mit einem Kreisverkehr. Dieser liegt 3,6 km östlich des geplanten Endes der Neubaustrecke der B 68 (siehe oben).  

## B 68b Ast Feldbacher Straße
Als B 68b wird der Ast von der B 68 nach der Unterflurtrasse Gniebing bis zur L 221 Johnsdorferstraße bezeichnet (Länge ca. 185 m).